# Richard Bach
Richard Bach (Oak Park, Illinois, 23 de junho de 1936) é um escritor de nacionalidade norte-americana.
A principal ocupação de Bach foi a de piloto reserva da Força Aérea e praticamente todos os seus livros envolvem o voo, desde suas primeiras histórias sobre voar em aeronaves até suas últimas, onde o voo é uma complexa metáfora filosófica. Bach alcançou enorme sucesso com Fernão Capelo Gaivota, que não foi igualado por seus livros posteriores; entretanto, seu trabalho continua popular entre os leitores.
Richard Bach usava a Internet no princípio da década de 1990 com sua própria seção na Compuserve, de onde respondia e-mails pessoalmente, até que a enorme demanda o obrigou a largar o passatempo. Também mantinha um website, que , a partir de novembro de 2005, passou a apenas possuir uma ligação (em inglês) para a venda do livro "Messiah's Handbook
Reminders for the Advanced Soul" (Manual do Messias - Um guia para a alma avançada).

## Acidente de aviação
Em setembro de 2012, o escritor ficou gravemente ferido na queda de um avião que pilotava, no estado de Washington. Richard Bach despenhou-se com uma pequena aeronave quando tentava aterrar na ilha de San Juan, no Estado de Washington, tendo sofrido ferimentos na cabeça e no ombro.

## Obras publicadas
| nº   | Título original                                                                                     | Título no Brasil                                           | Tradutor(a)                                                                                     | Ano   |
| ---- | --------------------------------------------------------------------------------------------------- | ---------------------------------------------------------- | ----------------------------------------------------------------------------------------------- | ----- |
| 01   | Stranger to the Ground                                                                              | Estranho à Terra                                           | Affonso Blacheyre                                                                               | 1963  |
| 02   | Biplane                                                                                             | Biplano                                                    | Agatha Maria Auersperg                                                                          | 1966  |
| 03   | Nothing by Chance                                                                                   | Nada por Acaso                                             | Norberto de Paula Lima e Danuza Scarton Rabello Alve                                            | 1969  |
| 04   | Jonathan Livingston Seagull                                                                         | Fernão Capelo Gaivota                                      | Ruy Jungmann, parte 4: Marcia Alves (Record) ou Antonio Ramos Rosa e Madalena Rosalez (Nórdica) | 1970  |
| 05   | A Gift of Wings                                                                                     | O Dom de Voar ou O paraíso é uma questão pessoal           | Vera Neves Pedroso                                                                              | 1974  |
| 06   | There's No Such Place As Far Away                                                                   | Longe é um lugar que não existe                            | A. B. Pinheiro de Lemos                                                                         | 1976  |
| 07   | Illusions: The Adventures of a Reluctant Messiah                                                    | Ilusões - As aventuras de um messias indeciso              | Luzia Machado da Costa                                                                          | 1977  |
| 08   | The Bridge Across Forever                                                                           | A Ponte para o Sempre: um romance de amor                  | A. B. Pinheiro de Lemos                                                                         | 1984  |
| 09   | One                                                                                                 | Um: uma surpreendente aventura através de mundos paralelos | Donaldson M. Garschagen                                                                         | 1988  |
| 10   | Running from Safety                                                                                 | Fugindo do Ninho                                           | Hamilton dos Santos                                                                             | 1994  |
| 11   | Out of My Mind                                                                                      | Fora de Mim - A descoberta de saunders-vixen               | Ruy Jungmann                                                                                    | 1999  |
| 12   | The Ferret Chronicles:                                                                              |                                                            |                                                                                                 |       |
| 12.1 | Air Ferrets Aloft                                                                                   | Um voo solitário                                           | Ivo Korytowski                                                                                  | 2002  |
| 12.2 | Rescue Ferrets at Sea                                                                               | Resgate no Mar                                             | Ivo Korytowski                                                                                  | 2002  |
| 12.3 | Writer Ferrets: Chasing the Muse                                                                    | Em Busca de Inspiração                                     | Ivo Korytowski                                                                                  | 2002  |
| 12.4 | Rancher Ferrets on the Range                                                                        |                                                            |                                                                                                 | 2003  |
| 12.4 | The Last War: Detective Ferrets and the Case of the Golden Deed                                     |                                                            |                                                                                                 | 2003  |
| 13   | Flying: The Aviation Trilogy Cotetânea contendo Stranger to the Ground, Biplane e Nothing by Chance |                                                            |                                                                                                 | 2003  |
| 14   | Messiah's Handbook: Reminders for the Advanced Soul                                                 | Manual do Messias - Um guia para a alma avançada           | Julia Hellmuth                                                                                  | 2004  |
| 15   | Hypnotizing Maria                                                                                   | Hipnotizando Maria                                         | Ana Carolina de Carvalho Mesquita                                                               | 2009  |
| 16   | Thank Your Wicked Parents: Blessings from a Difficult Childhood                                     |                                                            |                                                                                                 | 2012  |
| 17   | Travels with Puff: A Gentle Game of Life and Death                                                  |                                                            |                                                                                                 | 2013  |
| 18   | Illusions II: The Adventures of a Reluctant Student                                                 | O fim das ilusões: as aventuras de um estudante inseguro   | Ângelo Lessa                                                                                    | 2014  |
| 19   | Life With My Guardian Angel                                                                         |                                                            |                                                                                                 | 2018. |